# Tourrettes-sur-Loup
Tourrettes-sur-Loup é uma comuna francesa na região administrativa da Provença-Alpes-Costa Azul, no departamento Alpes Marítimos. Estende-se por uma área de 29,28 km², com 3 870 habitantes, segundo os censos de 1999, com uma densidade de 132 hab/km².